# Bethel (Carolina del Nord)
Bethel è una città degli Stati Uniti d'America situata nella Carolina del Nord, nella Contea di Pitt.